# Países Bajos en los Juegos Olímpicos de México 1968
Los Países Bajos estuvieron representados en los Juegos Olímpicos de México 1968 por un total de 107 deportistas que compitieron en 11 deportes.  
El portador de la bandera en la ceremonia de apertura fue el jugador de waterpolo Fred van Dorp.

## Medallistas
El equipo olímpico neerlandés obtuvo las siguientes medallas:
| Nombre                                                  | Deporte           | Competición             |
| ------------------------------------------------------- | ----------------- | ----------------------- |
| Oro                                                     |                   |                         |
| Joop Zoetemelk Jan Krekels Fedor den Hertog René Pijnen | Ciclismo en ruta  | Contrarreloj por eqs. M |
| Ada Kok                                                 | Natación          | 200 m mariposa M        |
| Jan Wienese                                             | Remo              | Scull ind. (M1x) M      |
| Plata                                                   |                   |                         |
| Jan Jansen Leijn Loevesijn                              | Ciclismo en pista | Tándem M                |
| Henricus Droog Leendert van Dis                         | Remo              | Doble scull (M2x) M     |
| Roderick Rijnders Herman Suselbeek Hadriaan van Nes     | Remo              | Dos con timonel (M2+) M |
| Bronce                                                  |                   |                         |
| Maria Gommers                                           | Atletismo         | 800 m F                 |